# Городищи (городской округ город Бор)
Городищи — село в городском округе город Бор Нижегородской области России.

## География
Село находится в центральной части Нижегородской области, в зоне хвойно-широколиственных лесов, на берегах реки Ватомы, при автодороге 22Н-0752, на расстоянии приблизительно 11 километров (по прямой) к северо-востоку от города Бора, административного центра района. Абсолютная высота — 83 метра над уровнем моря.

### Климат
Климат характеризуется как умеренно континентальный, с коротким умеренно тёплым летом и холодной продолжительной зимой. Среднегодовая температура воздуха — 3,6 °C. Средняя температура воздуха самого холодного месяца (января) — −13 °C (абсолютный минимум — −42 °C); самого тёплого месяца (июля) — 18,5 °C (абсолютный максимум — 37 °С). Среднегодовое количество атмосферных осадков составляет 500—600 мм, из которых две трети выпадает в тёплый период.

### Часовой пояс
Село Городищи, как и вся Нижегородская область, находится в часовой зоне МСК (московское время). Смещение применяемого времени относительно UTC составляет +3:00.

## Население
| 2002 | 2010 |
| ---- | ---- |
| 402  | ↘375 |

### Национальный состав
Согласно результатам переписи 2002 года, в национальной структуре населения русские составляли 95 %.

## История
У слияния Ватомы и ручья Мосоловый находится городище безымянной русской крепости XII—XIV веков, давшее селу его название. Игорь Кирьянов выдвигал версию, что именно эта крепость дала историческую основу для легенды о граде Китеже.